# LabelMe
LabelMe és un projecte creat pel MIT Computer Science and Artificial Intelligence Laboratory (CSAIL) que proporciona un conjunt de dades d'imatges digitals amb anotacions. El conjunt de dades és dinàmic, d'ús gratuït i obert a la contribució pública. L'ús més aplicable de LabelMe és en la investigació de visió per ordinador. Al 31 d'octubre del 2010, LabelMe té 187.240 imatges, 62.197 imatges anotades i 658.992 objectes etiquetats.

## Motivació
La motivació darrere de crear LabelMe prové de la història de les dades disponibles públicament per als investigadors de visió per ordinador. La majoria de les dades disponibles es van adaptar als problemes d'un grup de recerca específic i van fer que els nous investigadors haguessin de recollir dades addicionals per resoldre els seus propis problemes. LabelMe es va crear per resoldre diverses mancances comunes de les dades disponibles. La següent és una llista de qualitats que distingeixen LabelMe del treball anterior.
- Dissenyat per al reconeixement d'una classe d'objectes en lloc d'instàncies individuals d'un objecte. Per exemple, un conjunt de dades tradicional pot haver contingut imatges de gossos, cadascun de la mateixa mida i orientació. En canvi, LabelMe conté imatges de gossos en diversos angles, mides i orientacions.
- Dissenyat per reconèixer objectes incrustats en escenes arbitràries en lloc d'imatges retallades, normalitzades i/o redimensionades per mostrar un únic objecte.
- Anotació complexa: en lloc d'etiquetar una imatge sencera (que també limita cada imatge a contenir un sol objecte), LabelMe permet anotar diversos objectes dins d'una imatge especificant un quadre delimitador de polígon que conté l'objecte.
- Conté un gran nombre de classes d'objectes i permet la creació de noves classes fàcilment.
- Imatges diverses: LabelMe conté imatges de moltes escenes diferents.
- Proporciona imatges sense drets d'autor i permet addicions públiques a les anotacions. Això crea un entorn lliure.[2]

## Eina d'anotació
L'eina d'anotació LabelMe proporciona un mitjà perquè els usuaris contribueixin al projecte. Es pot accedir a l'eina de manera anònima o iniciant sessió en un compte gratuït. Per accedir a l'eina, els usuaris han de tenir un navegador web compatible amb suport JavaScript. Quan es carrega l'eina, tria una imatge aleatòria del conjunt de dades LabelMe i la mostra a la pantalla. Si la imatge ja té etiquetes d'objectes associades, se superposaran a la part superior de la imatge en format de polígon. Cada etiqueta d'objecte diferent es mostra amb un color diferent.
Tan bon punt l'usuari fa canvis a la imatge, es desaran i estan disponibles obertament perquè qualsevol els pugui baixar des del conjunt de dades LabelMe. D'aquesta manera, les dades estan canviant sempre per les aportacions de la comunitat d'usuaris que utilitzen l'eina. Un cop l'usuari hagi acabat amb una imatge, es pot fer clic a l'enllaç Mostra'm una altra imatge i es seleccionarà una altra imatge aleatòria per mostrar-la a l'usuari.